# Илияс Хионакос
Илияс Хионакос, известен като капитан Лияс (на гръцки: Ηλίας Χιονάκος, Λιάς), е гръцки офицер - генерал-майор, и революционер, деец на Гръцката въоръжена пропаганда в Македония от началото на XX век.

## Биография
Илияс Хионакос е роден през 1881 година в Герма. Става запасен офицер от гръцката армия, а през 1900 година се присъединява към гръцката въоръжена пропаганда в Македония. Става подвойвода на Захариас Пападас (капитан Фуфас) и действа заедно с Панайотис Кукис. В битката при кайлярското село Палеор от 7 май 1907 година, когато загиват последните двама, Илияс Хионакос се присъединява към четата на Григорис Фалиреас (капитан Закас) и участва в битките при Осничани (Битка при Осничани), Клисура, Мангила, Головраде и Марчища. Действа заедно с Андонис Влахакис (капитан Лицас), Йоанис Карфис, Евстатиос Тиафис (капитан Фламбурас).
При разгрома на четите на Фалиреас и Николаос Цотакос (капитан Гермас) Илияс Хионакос се спасява с бягство, но по-късно е заловен и съден от турските власти.
При обявяването на Младотурската революция от юли 1908 година е амнистиран и освободен, а през 1910 година е повишен в младши лейтенант от гръцката армия. Участва в Балканските войни, след това е капитан от гръцката армия в Северен Епир към 1914 година. През 1917 година е повишен в чин майор, участва в Гръцко-турската война (1919-1922), а през 1921 година е повишен в чин подполковник. През 1923 година става полковник, а през 1925 година генерал-майор, като е награден с редица военни отличия. Запазени са народни песни, разказващи за геройските му прояви.
На 18 август 1996 година негов паметник е поставен в родното му село Герма.